# 天使

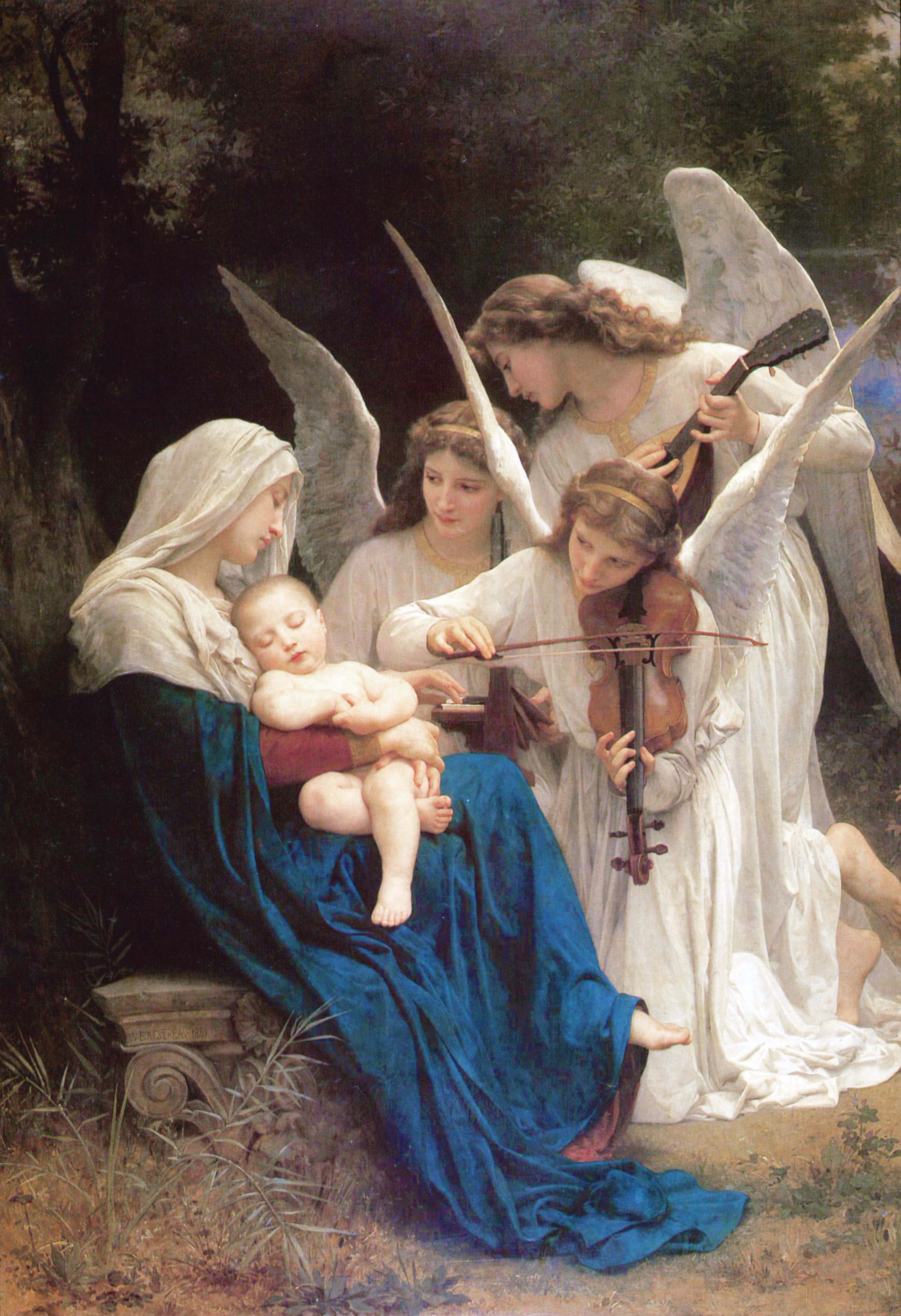
眾天使之歌

天使原指中国神话中天神的使者，現代多用以译指基督教中受造的无形神体“上帝使者”，也译指伊斯兰教中的天使，或指佛教中阎罗之使者等。

## 語源

### 漢語
古漢語天使，意指向人間傳達諭命的“天庭使者”，本是一种职务的觀念。
如西遊記第三回中節選：
金星領了旨，出南天門外，按下祥雲，直至花果山水簾洞，對眾小猴道：「我乃天差天使，有聖旨在此，請你大王上界。快快報知。」洞外小猴一層層傳至洞天深處，道：「大王，外面有一老人，背著一角文書，言是上天差來的天使，有聖旨請你也。」美猴王聽得大喜，道：「我這兩日正思量要上天走走，卻就有天使來請。」叫：「快請進來。」猴王急整衣冠，門外迎接。
天子的使臣，也同叫做天使，如《三國演義》第十四回：「正要收拾起兵，忽報有天使齎詔宣召」。
佛經將印度天人提婆差遣的使者Devadūta譯為「天使」，在佛教中象徵著生、老、病、死，與惡人受罰。
在現代中文中，則因受到基督教傳入的影響，「天使」用作英語angel的翻譯語，明朝時曾將angel譯為「天神」，主要是指受命於耶和華，作為天國與人間中介的使者，其造形多為帶有羽翼和光暈的人形生物。

### 其他語言
英語angel一詞源於古英語 engel（重音在 g 上）和古法語 angele，這兩詞都出自於晚期拉丁語angelus（字面意义“使者”），該拉丁單詞又是借自晚期希臘語 ἄγγελος aggelos。
根據 Robert S. P. Beekes 的說法，ángelos 可能“有其東方起源，像是 ἄγγαρος（ángaros，‘波斯語 mounted courier’）”。該單詞最早的形式是以邁錫尼希臘語線形文字 B書寫𐀀𐀐𐀫（a-ke-ro）。七十士譯本以希臘語 ángelos 作為希伯來語「使者」מַלְאָךְ（mal'akh） 一詞的對譯語。
印度天人提婆所差遣的使者，亦稱為天使（梵語：Devadūta，देवदूत）。佛教的阿含經將生、老、病、死，與惡人受罰解釋為五天使，用來表示在世間無常與惡業受報的法則下，不放逸的重要。

## 亚伯拉罕诸教中的天使
西方文化中的天使的概念，来自于宗教。在亚伯拉罕诸教中，天使的希伯來文原文mal'akh（מַלְאָ）是“使者”的意思，在犹太教、基督教和伊斯兰教中，都存在使者这一概念，中文翻译为天使。在最初的犹太宗教中，天使是聖經中所提到的一种大能的灵体生物，具有自由意志。

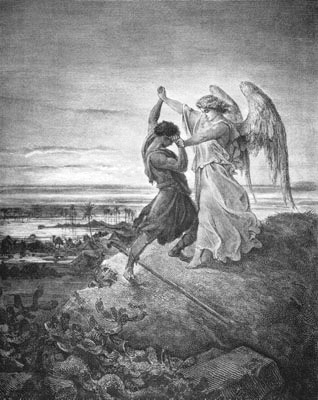
雅各（後改名為以色列）意思是与神角力的人，穿人类衣服的是以色列国的国父，他的十二个儿子创立了以色列最早的12支派，天使在最后抓了他的大腿，他就瘸了。

### 犹太教和基督教天使

#### 由來
《聖經》没有直接記載天使被造的過程。不過在《詩篇》104:4中提到：「以風為使者，以火焰為僕役」，這句可詮釋為耶和華用「風」和「火」造出了天使。根据圣经，天使不能生育（太二十二30），他們的数目是固定的。天使受造的数目有无数之多（來十二22；「千万」是「无数」的意思，启示录五章11节重复提到「千万」，意思是指天使的数目是不能数算的）。
天使与人一样，都有位格（person）。位格包括心思、情感和意志三大要素。在这方面，天使与人没有差别，但两者的存在方式却不同。天使是“没有肉体的位格”，而人类则是“有肉体的位格”。
按照基督教的說法，天使是为了侍奉耶和華、歌頌榮耀耶和華而被造的。天使有自由意志，所以接受命令的时候，可能作出接受的反应，也可能作出拒绝的反应。

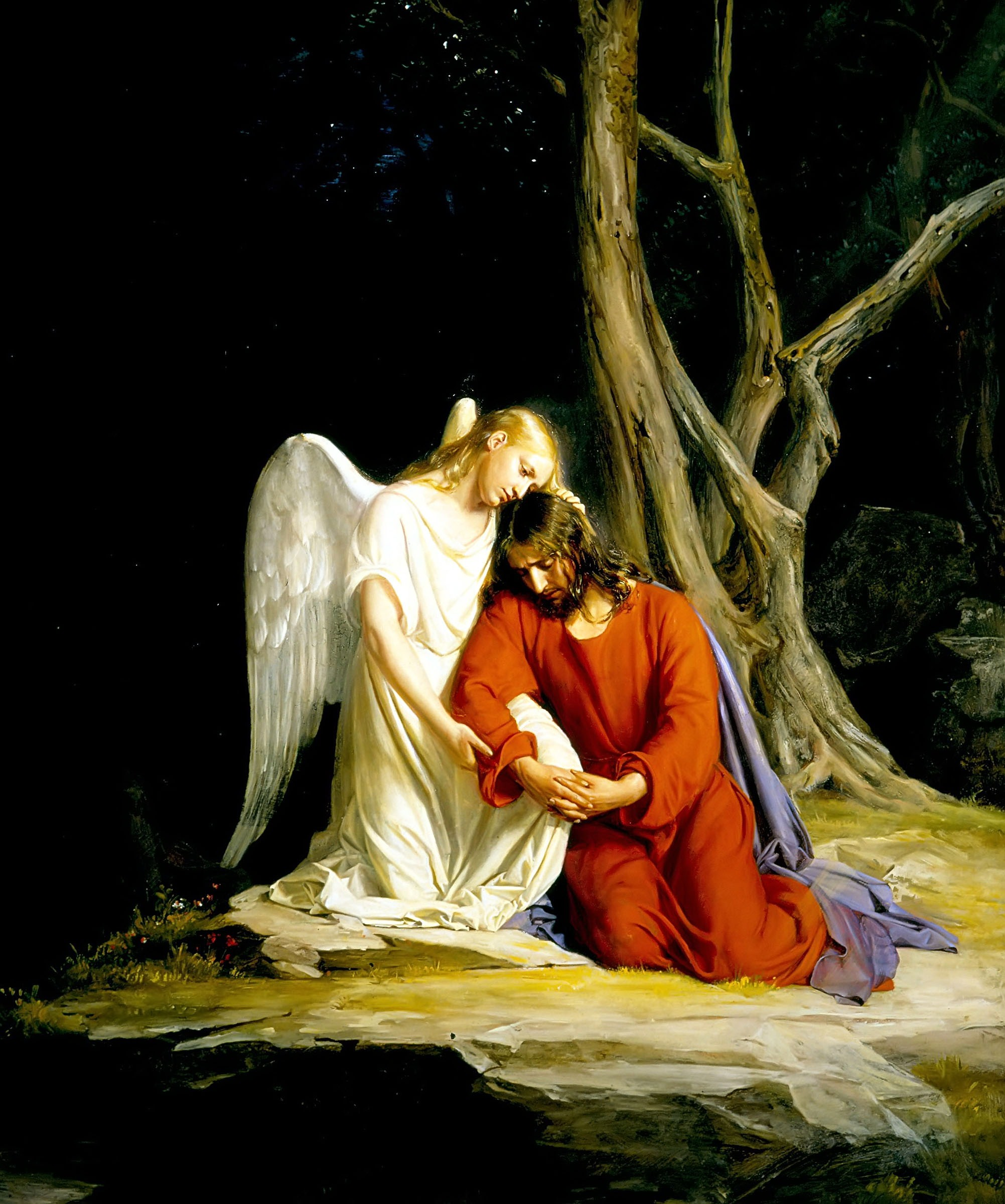
天使安慰着耶稣

#### 名稱
天使，英文為 Angel，意思是使者，這是希伯來文，希臘文  的原義，中文都譯為“天使”。聖經中對天使有下列幾種不同的名稱：
- 熾天使（Seraph，新教音譯為撒拉弗）──原文意思為“焚燒”，“高貴”。在聖經中此名稱只出現過一次（詳見以賽亞書六章：2，6）。
- 智天使（Cherub，新教音譯為基路伯）──“又在伊甸園的東邊安設基路伯和四面轉動發火焰的劍，要把守生命樹的道路”(創3:24)。基路伯按希伯来文譯音，意思是握緊之意[13]。
- 耶和華的使者──“耶和華的使者、在敬畏他的人四圍安營、搭救他們。”（詩篇34：7）。
- 天使──“天使對他說，束上帶子，穿上鞋。他就那樣作。天使又對他說，披上外衣跟著我來。”（使徒行傳十二章：8）。
- 聖者──天使是耶和華的使者，是聖潔的，因此聖經中稱他們為“聖者”（但以理書四章：13；詩篇85：5-7）。
- 其他──天使尚有其他名稱，如“天上的萬軍”（王上22：19），“主的使者”（路2：9；徒12：7），“天兵”（路3：13），“服役的靈”（希伯來書1：14），“神的軍兵”（創世記32：1），“天上的眾軍”（啟示錄19：14）。

#### 特性
- 是屬靈（中性） - 神所創造的天使，是能量靈體不是物質，不必有物質生活之需求，但可以吃牛奶和麵包[14]。
- 有智慧、大能 - 天使具備超乎人類智慧、能力，不受物質限制，有權柄得勝惡者，捆綁撒旦，拯救人類[15]，其智、能皆神所賜，故能力、智慧遠不如耶和华。
- 具美德 - 天使具有順服，謙卑，善良，慈愛等美德，才能為神工作，否則受神刑罰貶為邪靈，末日被毁灭。
- 與人之異同
  - 與人相同或相似之處：
    - 是神的僕人；
    - 墮落將被毁灭。

  - 相異之處：
    - 人有肉體和靈體，天使則只有靈體；
    - 天使無男女老少之分，人類則有之；
    - 天使不会死去（路加福音20:36）
    - 神要救贖之對象是人類，不是天使（希伯来书2：16）。
- 有組織 - 天使也有組織，所以聖經以隊、營、天使長等编制名稱，來形容天使的組織[16]。

#### 職責
- 對神
  - 侍立神前服侍神，敬拜頌讚神[17]。
  - 奉神差遣，傳達神的命令，訊息[18]。
- 對人
  - 奉差遣保護聖徒[19]。
  - 幫助義人[20]。
  - 奉命攻擊惡人[21]。

#### 位階
在中世纪早期一位自称为丢尼修的中东学者发表了《天阶序论》。制订了从天使到炽天使的天使三级九等即“天使等级”。由于在圣经新约的使徒行传（17:34）中出现过一名叫做丢尼修的希腊官员，因此早期基督教信徒都将这位中东学者的著作当成圣经中人物撰写的文献，将天使的三级九等奉为圣经的内容。所以他现在被称为伪丢尼修。
天使三级九等的理论被早期的基督教徒所承认，教宗額我略一世在《福音书注解》中写道：“那些将天使作为榜样的人，将接近天主的领域。”这被称为“天使模仿论”，等于是教会对《天阶序论》的承认。
但在745年，教会进行了大规模的教義改革，规定教徒只得崇拜耶和華，不得崇拜天使、只得将它们作为一种指引者。而大多数经过具体描述的天使形象也只出现在圣经的外典和伪典中。然而，伪丢尼修的《天阶序论》在12至13世纪仍由托马斯·阿奎那等神學者進一步完善。在16世纪之后，天使三级九等的理海逐漸被教会淡化，在1992年版的《天主教会教理問答》中，偽丢尼修的天使分级不被承認。
在《天階序論》中天使的分級為：
- 上三级（神聖的階級）
  - 熾天使：Seraphim
  - 智天使：Cherubim
  - 座天使：Ophanim
- 中三级（子的階級）
  - 主天使（亦可譯为權天使）：Dominions
  - 力天使：Virtues
  - 能天使：Powers
- 下三级---聖靈的階級
  - 權天使：Principalities
  - 大天使：Archangels
  - 聖天使：Holy angels

### 伊斯蘭教中的天使
伊斯兰教的天使（Arabic: ملاك，malāk），汉语又译为天仙。由於伊斯蘭教和基督教同出一源（詳見：亞伯拉罕諸教），所以基本講述的也是相同的人物，只是汉译名称和圣经中略有差异。伊斯兰教认为，天使是安拉的差役，是安拉的朋友。

#### 等级
伊斯兰教没有像中世纪基督教神学家制定的“天使等级”那样拥有明显的划分天使等级的制度，大多数伊斯兰学者认为这并不是一个重要的话题，因为它并未在古蘭經中被提及。
但有一点很清楚，天使有一定的顺序或等级制度来区分他们的职责和神赋予他们的使命。

#### 大天使
- 吉卜利勒（Jibril）
- 米迦勒（Mikail）
- 伊斯拉菲尔（Israfil）
- 亚兹拉尔（Azrael）

#### 守护天使
- 哈法扎（Hafaza）

#### 审讯天使
- 蒙卡尔和那基尔（Munkar and Nakir）

#### 天堂天使
- 利德宛（Ridwan）

#### 地狱天使
- 马力克（Maalik）

### 著名的天使

#### 加百列
加百列（Gabriel，God is my strength）首次出現於在希伯來聖經但以理書，為先知但以理傳達他所見到異象的意義。其名字的意思是「天主的人」、「天神的英雄」、「神已經顯示了他的神力」、或「將神之秘密啟示的人」。根據亞伯拉罕諸教，加百列是負責為神傳遞信息的大天使。
基督教《路加福音》記載加百列奉差遣向馬利亞預告耶穌降生，這件事跡通常被稱為「聖母領報」。伊斯兰教中，則稱之為吉卜利里（Jibrīl），並擔任将古兰经传给先知穆罕默德的角色。

#### 米迦勒
米迦勒（Michael，who is like God?）的名號出現於希伯來聖經但以理書中，並被指認為以色列民的守護者，會在末日之時現身。其名字的意思是「誰與神相似」。
基督教《啟示錄》第12章第7-12節中，記載天使長米迦勒在末日之時率領天使與撒但爭戰，並將其擊敗，摔在地上。在伊斯兰教中，稱之為米卡里（Mikail）《古蘭經》中只有一處提及其名，與吉卜利勒（加百列）並列。在伊斯蘭教的聖訓傳統中，這兩位大天使，和伊斯拉菲勒（拉斐尔）、阿兹拉伊勒（亚兹拉尔）并为安拉的四大天使。

#### 拉斐爾
拉斐爾（Raphael，It is God who heals）出現於《以諾書》和天主教、東正教的《多俾亞傳》，名稱意為「神治癒了」，是猶太教、基督教及伊斯蘭教信仰中一位天使長的名字。據傳祂行使一切治癒的神跡。

#### 烏列爾
烏列爾（Uriel, God is my light），名字的意思是「神之光」，是猶太教及基督教信仰中一位天使長的名字。不包括在正典書籍及不被羅馬天主教官方認可，但在猶太教神祕文學中祂是一位重要的天使長。在《衣索比亞語以諾書》(The Ethiopic Book of Enoch)、《以斯拉二書》中，名字有被提及。和米迦勒、加百列及拉斐爾同為基督教的四大天使。

#### 沙利葉
沙利葉（Sariel，God's Prince），《以諾書》所記載的七大天使之一（在該書中又叫做Arazyal/Araziel/Asaradel），俄利根認定他也是七位創造天使的原始動力之一。在諾斯底主義中，沙利葉則曾調用他的保護力量。亞歷山大科普特正教會的日曆中紀念他。

#### 雷米爾
雷米尔（Ramiel，God has thundered），《以諾書》所記載的七大天使之一，並在第7章中提到祂也是20位守护天使之一。守护天使们违背了上帝的诫谕娶了人类女性为妻，从而创造了邪恶的巨人族。这一罪条导致祂们因背离上帝的教导，最终沦为了堕天使。雷米尔的名字寓意是「神的雷霆」。英國神學家罗伯特·亨利·查尔斯所翻译的《以诺书》第6章《守望者之书》中记载，雷米尔等20位守护天使，祂们原本是受上帝之命统领200名守护人间受造物的天使们的领袖，但后来却因为同人类女性交配以及擅自传授禁忌的知识，而变成了堕落天使。雷米尔作为20位守护天使领袖之一，排名第六位。
雷米尔在《巴鲁克启示录》中被提及，祂在那里主持了真正的异象（55:3），并在《以诺一书》的第20:8章中被列为上帝御前的七位圣天使之一。雷米尔亦是代表希望的大天使，祂肩负着两项使命：即负责神圣的愿景，以及引导信徒的灵魂升入天堂。在《以斯拉续篇下卷》的各种记载中，祂曾是负责摧毁辛那赫里布军队的大天使，同时也是七位圣天使所有指示的传达者。

#### 伊斯拉菲爾
伊斯拉菲爾（Israfil，The Burning One）又作Israfel、Sarafiel、Israphel，伊斯兰教的四大天使之一，意為「天使之音」，稱呼為「燃燒的天使」。伊斯兰教中的審判日吹響號角的天使之一，傳說其會在最后末日降臨耶路撒冷的圣巖上，吹起那威嚴的號角聲以喚起鼓舞那些因審判而沉醉以久的死者靈魂。為代表藝能的天使。每日的晨間和夜晚伊斯拉菲爾都會來到地獄視察三次，但看到這些受難靈魂的悲慘景象，他流的淚水卻足以形成淹沒大地的洪水。
說伊斯拉菲爾全身上下數百個口舌，具有神之下萬物中最美好的聲音，能操千百種語言以贊美阿拉。身軀高大，足抵第七天而頭及神的玉座，穆斯林可以視其和天使梅塔特隆（Metatron）為同一人。

#### 亞茲拉爾
亞茲拉爾  （Azrael，One Whom God Helps）亦作Azrail、Ashiriel、Azriel，伊斯兰教的四大天使之一。在伊斯兰教中，亞茲拉爾即手操生死簿的「死亡天使」，伊斯兰教最初真主（阿拉）派米卡爾（米迦勒）、吉布列（加百列）、伊斯拉菲爾和亞茲拉爾四位天使創造人類，而亞茲拉爾最先作出人類而授權得到記錄人類生死的天使。他在末日審判是吹響第二支喇叭的天使，也將是最后一位死的天使。
亞茲拉爾將世間所有人的名字都寫在神座后生命之樹的葉子上，當一個人將死時，寫著名字的葉片即枯落，當亞茲拉爾拾起念出名字后，這個人在四十天后就會死亡。成語「the Wings of Azrael」的意思就是指死亡即將來臨。四顏四翼的天使，身體上披滿了毛皮，毛皮下是無數眼睛，這些眼睛每一個都注視著世間每一個人，當眼睛閉上的時候，也就是人要死亡的時刻。

### 墮天使
在以諾書中，提及一群和人類女子結婚的墮天使，其首領叫做阿撒茲勒。不過，後來的猶太教學者拒絕以諾書以及墮天使的概念，將希伯來聖經中出現撒但（שָּׂטָן‎ satan,敵對）字眼的段落，解釋為抽象概念惡的衝動（Yetzer hara）的一種擬人化隱喻方式，又或者是服從耶和華意志的滅命天使。
基督教神學中，墮天使的概念主要出現於啟示錄。當中提到在天使戰爭中，世界的欺瞞者撒旦戰敗，而跟隨的墮天使與其一同摔到地上。路加福音也提到，耶穌說我看到撒但從天堂墜落。基督教神學認定誘惑夏娃吃下知識樹果子的蛇，是撒旦的化身。
早期的基督教教父，如特土良、俄利根等認為以賽亞書的「路西法」這詞，指的就是撒旦。5世紀的拉丁文武加大譯本將lucifer一詞轉為大寫的Lucifer，一般相信就是採納了這個主張。在但丁的《神曲》與約翰·彌爾頓的《失樂園》之中，將此改編為路西法率領三分之一的天使反叛，挑戰神的權威，因而被逐出天國，趕到了地上。
伊斯兰教中的撒但（Shaytan，شيطان）喚作易卜劣廝（Ibris，إِبْلِيس，絕望）。古蘭經中記載，當阿拉命令眾天使向亞當磕頭時，他們都叩了頭，但本是用火造出的魔靈（al-jinn，الجن）易卜劣廝除外，易卜劣廝拒絕向用泥土造出來的人類跪拜。
古典的古蘭經注解者中，有人則認為易卜劣廝為猶太傳承中的大天使阿撒茲勒，是從火中造出的高階四翼天使，由於其特別的位階而被稱作Jinn（注解將Jinn解釋為：伊斯蘭教天堂Jannah的照管者），由於阿撒茲勒堅持自己比其他生物優越，拒絕向亞當磕頭而墮落為撒但。
神話中傳說易卜劣廝原為從火造出的Shaytan，被天使們抓住後，經過自身的奮鬥坐上了大天使的職位，但在阿拉創造了人——阿丹（即亚当）之后，神很滿意最初人類的完美，讓他做為神新的代理人，而命天使群都要對人敬重，但伊比利斯依「不向神以外的偶像崇敬」為由，說：「火之子焉可拜土之子」因而被罰，變回原來的魔靈在人間游蕩專吃人們死后的靈魂。
伊斯兰教的信仰中，易卜劣廝有五個兒子，分別代表了五種罪行：
- 安沃（A'war）－「獨眼」教唆人荒淫的惡靈
- 查蘭布爾（Zalambur）－使人爭吵不睦的惡靈
- 大悻（Dasim）－使夫婦彼此憎惡的惡靈
- 索特（Sut）－使人使謊的惡靈
- 提爾（Tir）－「大鳥」，產生災害，病疫的惡靈